# Henry Holt and Company
Henry Holt and Company è una casa editrice americana con sede a New York. Uno dei più antichi editori degli Stati Uniti, fu fondato nel 1866 da Henry Holt e Frederick Leypoldt. Attualmente la società pubblica nei campi della narrativa americana e internazionale, biografia, storia e politica, scienza, psicologia e salute, nonché libri per la letteratura per bambini. Negli Stati Uniti opera sotto Macmillan Publishers.

## Storia

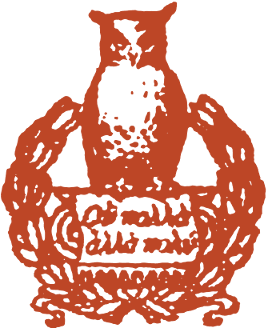
Logo della Henry Holt and Company, come appariva nel libro In the Dwellings of the Wilderness di Charlotte Bryson Taylor (1904)

La compagnia pubblica sotto diversi marchi, tra cui Metropolitan Books, Times Books, Owl Books e Picador. Pubblica anche sotto il nome di Holt Paperbacks.
Ha pubblicato opere di autori famosi come Erich Fromm, Paul Auster, Hilary Mantel, Robert Frost, Hermann Hesse, Norman Mailer, Herta Müller, Thomas Pynchon, Robert Louis Stevenson, Ivan Turgenev e Noam Chomsky.
Dal 1951 al 1985, Holt ha pubblicato la rivista Field & Stream.
Holt si fuse con la Rinehart & Company di New York e la John C. Winston Company di Filadelfia nel 1960 per diventare Holt, Rinehart e Winston. Il Wall Street Journal riferì il 1º marzo che gli azionisti di Holt avevano approvato la fusione, l'ultima delle tre approvazioni: "Henry Holt è rimasta la preoccupazione, ma sarà conosciuta come Holt, Rinehart, Winston, Inc."
La CBS acquistò la società nel 1967, ma nel 1985 il gruppo si divise e il ramo dell'editoria al dettaglio, insieme al nome Holt, fu venduto al Gruppo Editoriale Georg von Holtzbrinck, con sede a Stoccarda, che mantenne Holt come pubblicazione sussidiaria sotto il suo nome originale e negli Stati Uniti fa parte di Macmillan Publishers.
Il ramo dell'editoria educativa, che ha mantenuto il nome Holt, Rinehart e Winston, è stato venduto ad Harcourt.

## Collane di libri
- Amateur Studies
- American Science Series[7]
- The American Presidents Series[8]
- English Readings[9]
- Holt Spoken Language Series
- Leisure Hour Series[10]
- Leisure Moment Series
- Library of Foreign Poetry
- The Makers of the Nineteenth Century (Redattore Generale: Basil Williams)